# Lakedaimon
Lakedaimon (altgriechisch Λακεδαίμων Lakedaímōn) ist in der griechischen Mythologie der Sohn des Zeus und der Bergnymphe Taygete und der Stammvater der Lakedaimonier (Spartaner). In historischer Zeit begegnet der Begriff vereinzelt als förmliche Bezeichnung des spartanischen Staates und/oder wird in der personalen Form Lakedaimonier verwendet.
Er heiratete Sparte, die Tochter des Eurotas. Mit ihr ist er der Vater des Amyklas und der Eurydike, die als Gattin des Akrisios zur Mutter der Danaë und damit Großmutter des Perseus wurde.
Als König folgte er Eurotas, da dieser ohne männlichen Nachkommen blieb, auf den Thron. Er gründete eine neue Hauptstadt und nannte sie nach seiner Gattin Sparta. Sein Reich, die heutige Landschaft Lakonien, nannte er nach sich selbst Lakedaimon. Zwischen Sparta und Amyklai erbaute er einen Tempel für die Chariten und nannte sie Phaenna und Kleta.
Lakedaimons Nachfolger wurde sein Sohn Amyklas. In Sparta wurde Lakedaimon als Heros verehrt und ein Heroon befand sich bei dem antiken Ort Therapne.